# Grabbeplatz
Der Grabbeplatz in Düsseldorf war ursprünglich der Mühlenplatz (um 1697), dann der Kleine Paradeplatz (vor 1800), später der Friedrichsplatz (nach 1805). Seit 1936 heißt der Platz nach dem Dichter Christian Dietrich Grabbe.

## Geschichte

### Mühlenplatz (um 1697)
Der Platz am Ende der Mühlenstraße hieß nach der alten städtischen Mühle (auch Platzmühle) ursprünglich Mühlenplatz. Die sogenannte Platzmühle am Mühlenplatz wurde seit dem Mittelalter betrieben. 1623 hatten der Gerresheimer und Düsseldorfer Kanonikus Petrus Laer ein Seminar für auswärtige Studenten am Mühlenplatz gestiftet. Von 1685 bis 1785 wurde das Haus des jülich-bergischen Vizekanzlers Theodor Althoven am Mühlenplatz als Gymnasium genutzt. Die Jesuiten betrieben am Mühlenplatz Gymnasium und Seminar. Bereits in dieser Zeit diente der Platz auch für Festlichkeiten und große Veranstaltungen: „Es bleibt noch zu erwähnen, dass auf dem Mühlenplatz früherhin die wilden Pferde, welche aus dem Duisberger Walde kamen, eingeritten wurden. Auch führte die Ritterschaft 1697 bei Gelegenheit der Hochzeitsfeier des Prinzen Philipp Wilhelm, eines jüngeren Bruders unseres prachtliebenden Fürsten Johann Wilhelm, hier ein Turnier und Caroussel auf.“

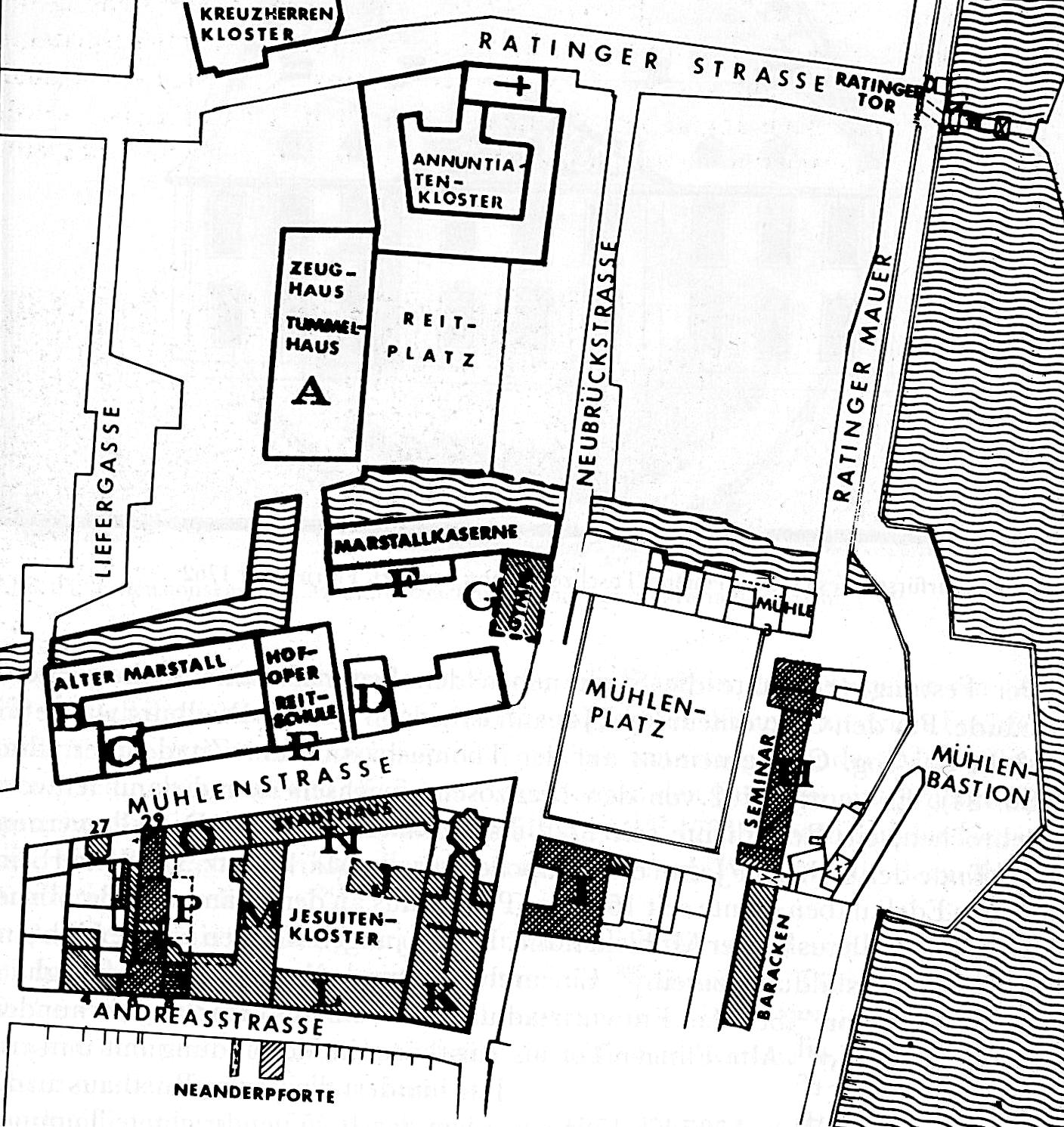
Mühlenplatz (heute Grabbeplatz) nach einer zeichnerischen Rekonstruktion von Hugo Weidenhaupt
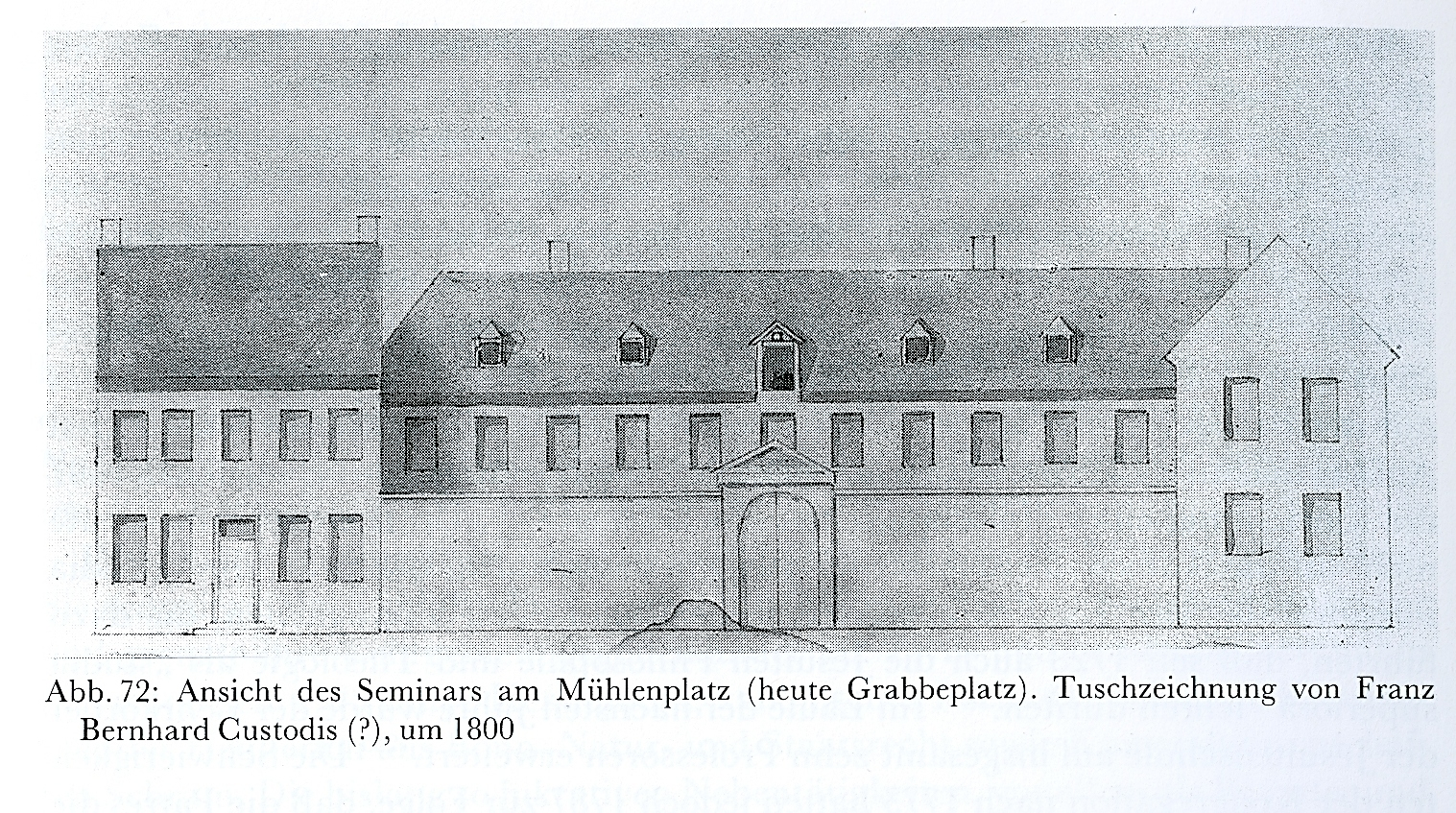
Ansicht des Seminars am Mühlenplatz (heute Grabbeplatz), Zeichnung von Franz Bernhard Custodis

### Kleiner Paradeplatz (um 1800)
Als die Garnison den Platz für ihre Paraden benutzte, wurde dieser Paradeplatz genannt. Er galt als einer der „frühesten Paradeplätze Düsseldorfs“. Der Paradeplatz wurde aber auch als Schuh-, Wochen- und Gemüsemarkt genutzt, so um 1800 bei den dreitägigen Jahrmärkten in Düsseldorf – „die fremden Schuster brachte man auf dem ‚kleinen Paradeplatz‘ (Grabbeplatz) unter […] Der Wochen- oder Gemüsemarkt mußte an diesen Tagen auf den kleinen Paradeplatz ausweichen“ Adolph von Vagedes wollte insbesondere den Paradeplatz umgestalten: „Den Paradeplatz, den heutigen Grabbeplatz, wollte er zu einer waagrechten Fläche auffüllen, mit einer Brunnenanlage besetzen und mit der heutigen Heinrich-Heine-Allee […] mit einer Treppenanlage verbinden“.

### Friedrichsplatz (nach 1815)

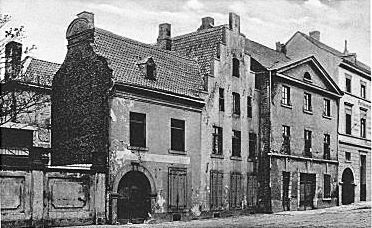
Partie am Friedrichsplatz vor dem Abbruch für den Bau des Kunstgewerbemuseums (von 1893 bis 1896)

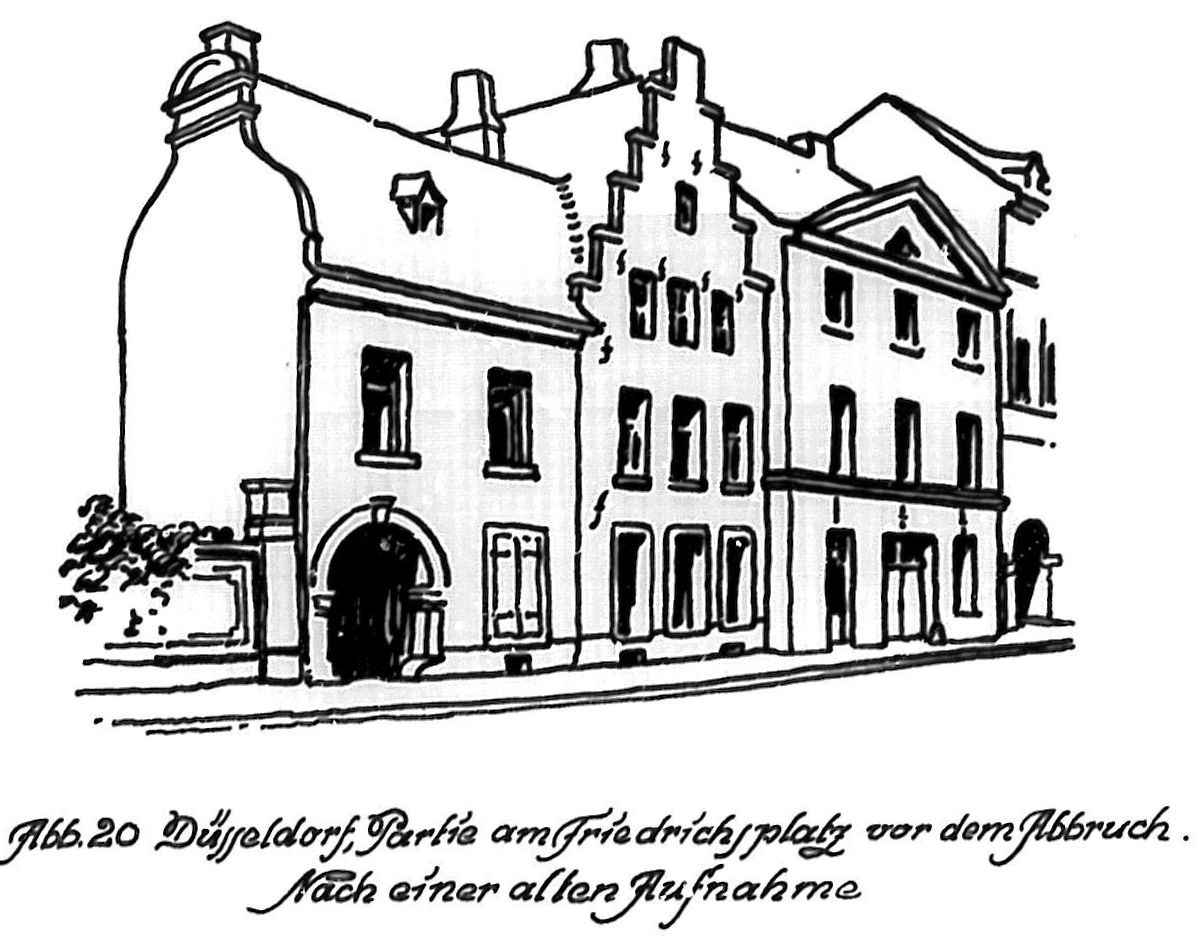
Partie am Friedrichsplatz vor dem Abbruch für den Bau des Kunstgewerbemuseums (von 1893 bis 1896) nach einer Zeichnung von Paul Sültenfuß.

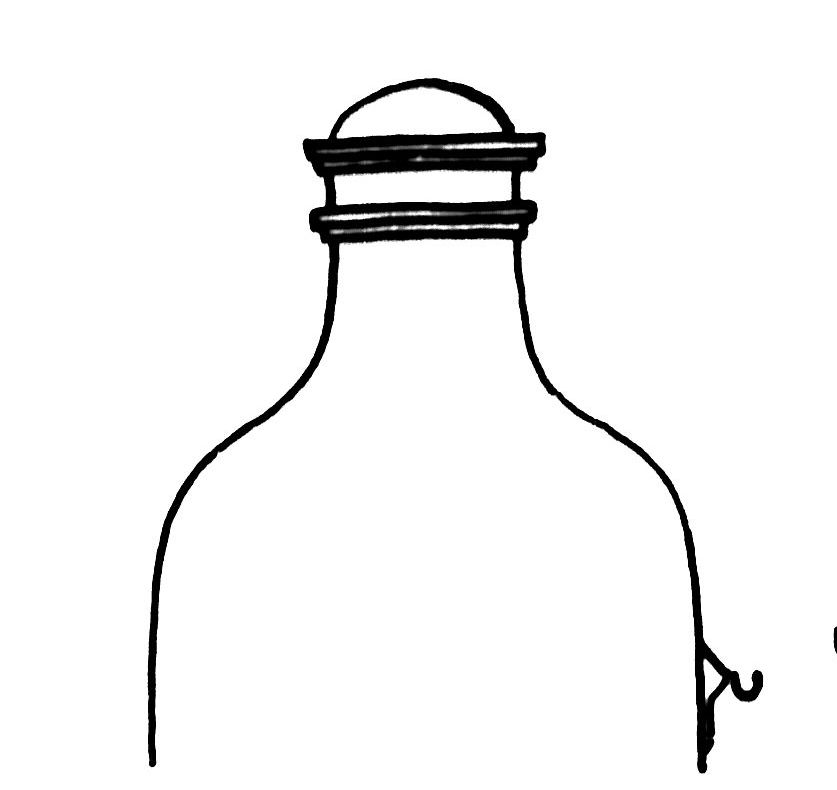
Friedrichsplatz 7 nach einer Zeichnung von Paul Sültenfuß.

In der nachfranzösischen Zeit wurden Plätze und Straßen nach Persönlichkeiten des Herrscherhauses umbenannt. So erhielt der Platz den Namen „Friedrichsplatz“ nach dem Prinzen Friedrich von Preußen. Die Straßenecke der Allee von da bis zur Ratinger Straße wurde nach König Friedrich Wilhelm IV. in Friedrichstraße umbenannt.
- Am Friedrichsplatz Nr. 3 befand sich die städtische Mühle, auch Platzmühle genannt, die sehr alt war – „so alt wie die Stadt“[12] – und 1685 ein neues Gebäude erhielt. Die Stadt kaufte sie Ende des 19. Jahrhunderts und ließ sie zusammen mit dem Haus Nr. 5 abbrechen, um an deren Stelle das Kunstgewerbemuseum Düsseldorf zu erbauen.

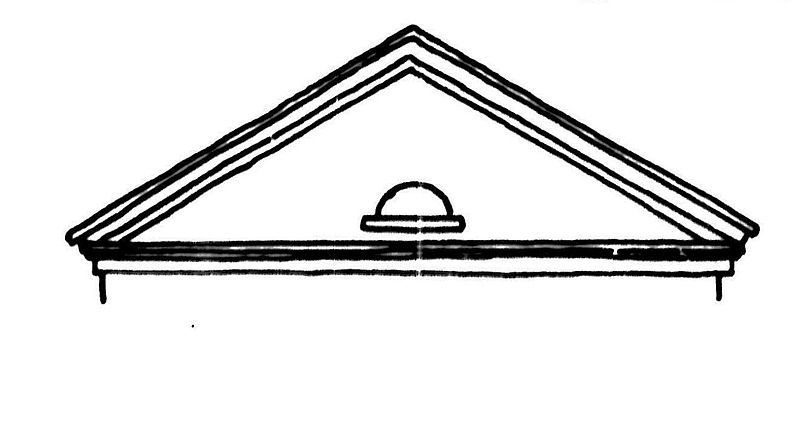
Dreiecksgiebel nach einer Zeichnung von Paul Sültenfuß.
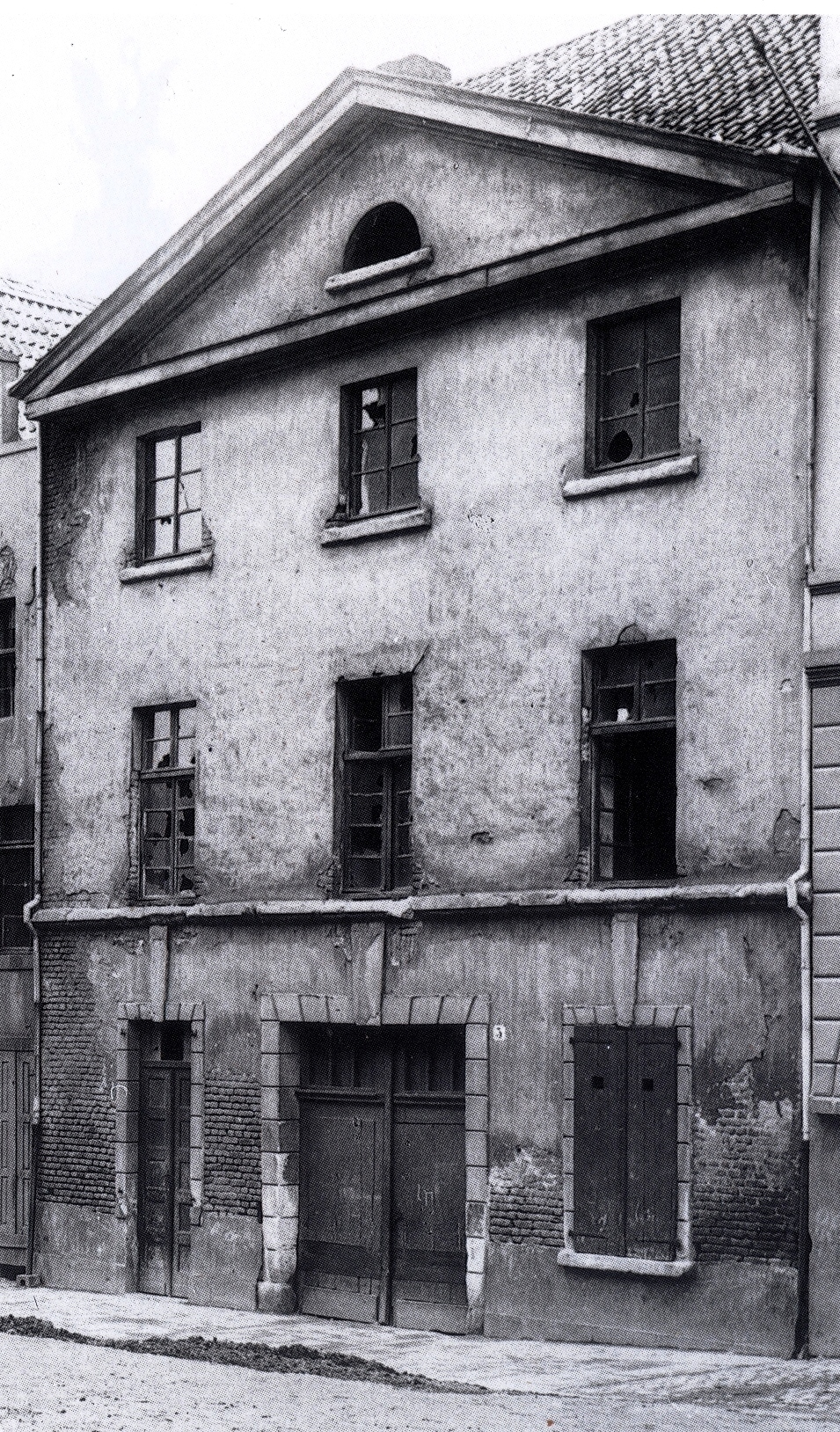
Friedrichsplatz Nr. 3, Alte Stadtmühle, auch Platzmühle genannt.

- Das Gebäude Friedrichsplatz Nr. 5 „mit dem interessanten Giebel“[12] gehörte 1805 dem Canzleiprokurator Peter Joseph van Geldern und seiner Frau Christine Reusing. Die Stadt kaufte es Ende des 19. Jahrhunderts und ließ es zusammen mit dem Haus Nr. 3 abbrechen, um an deren Stelle das Kunstgewerbemuseum Düsseldorf zu erbauen.

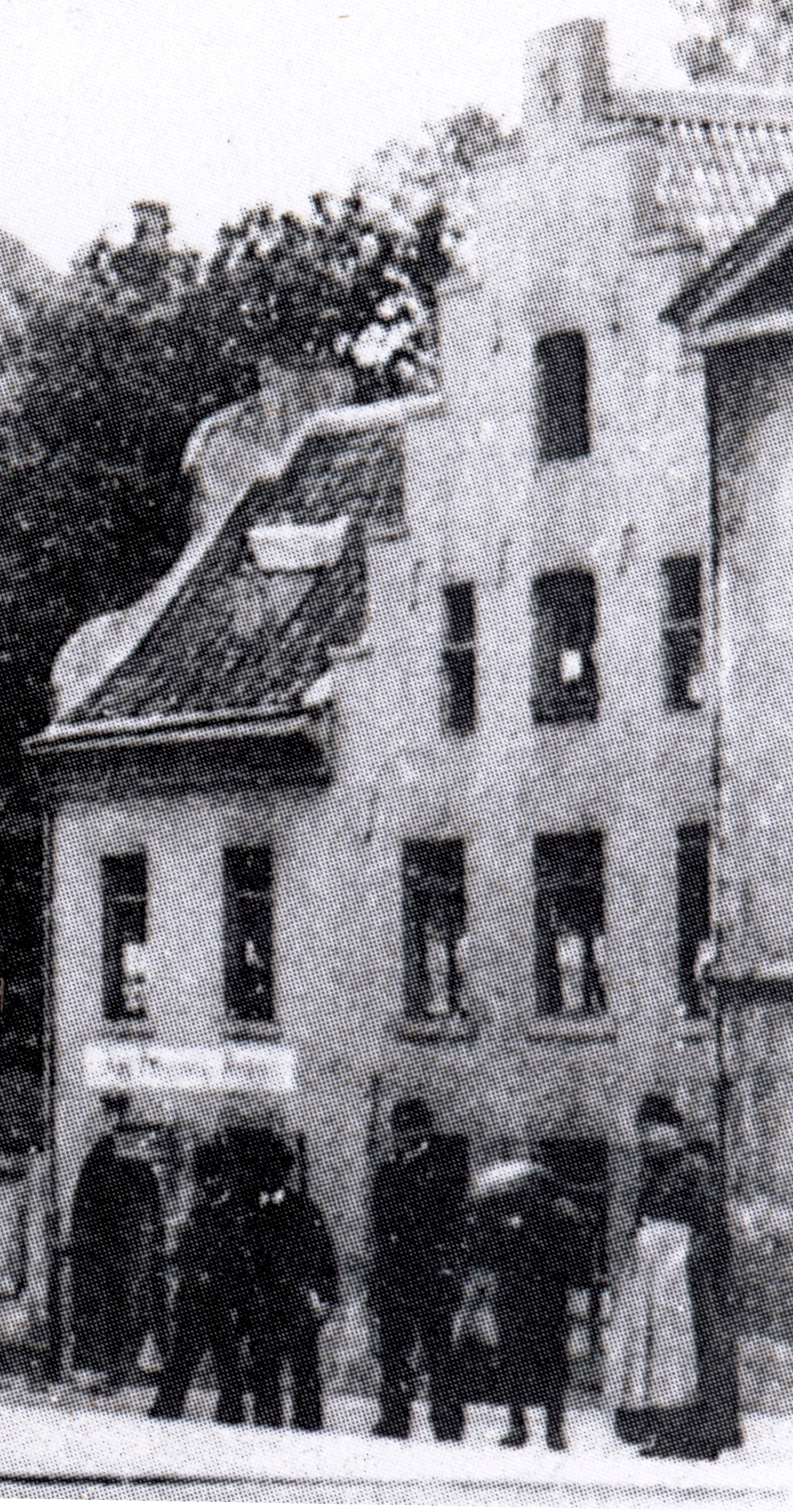
Haus Nr. 5 mit Treppengiebel (rechts) gehörte 1805 dem Canzleiprokurator Peter Joseph van Geldern und seiner Frau Christine Reusing.
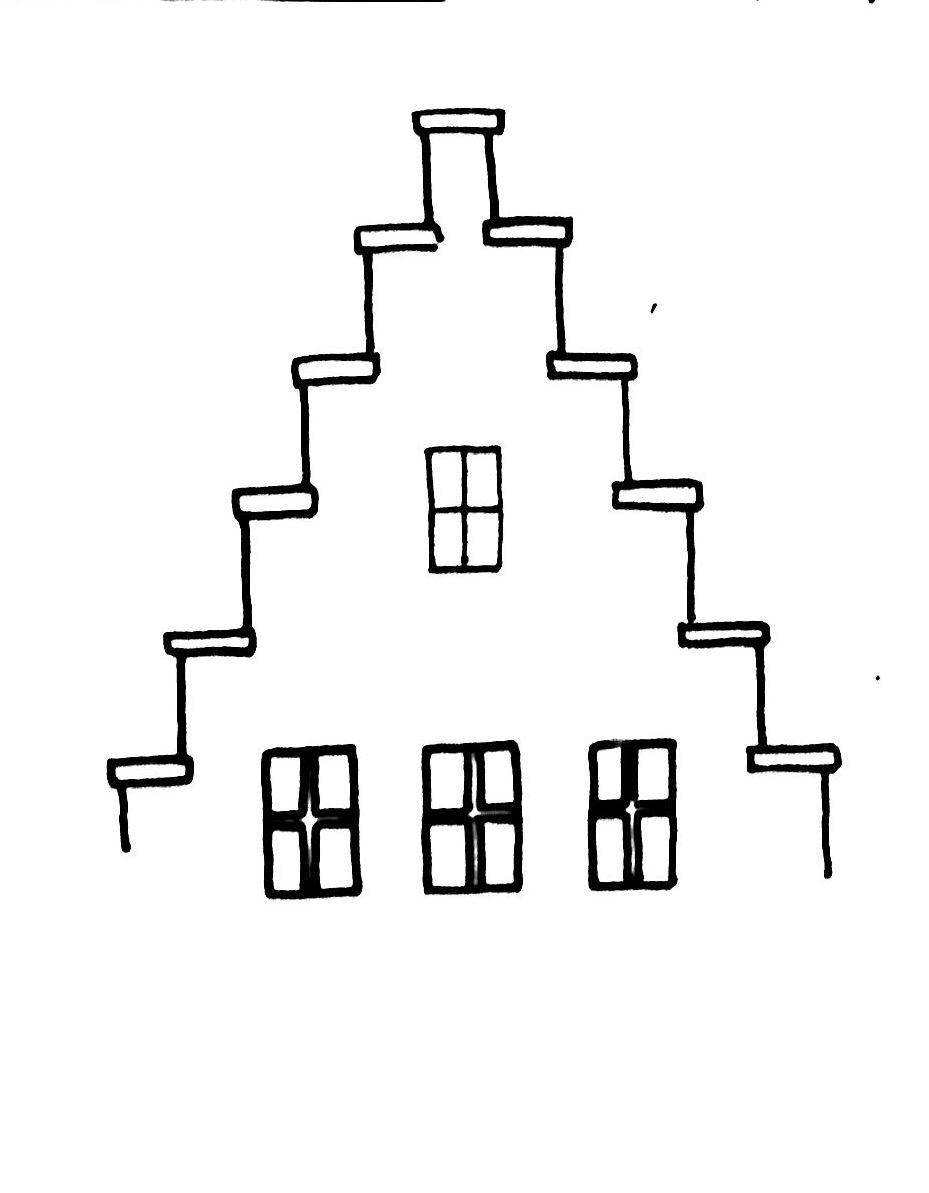
Treppengiebel nach einer Zeichnung von Paul Sültenfuß.

- Zu den umstrittenen Bauprojekten auf dem Friedrichsplatz zählte um 1852 der geplante „Industrie-Palast“. Dies war der Name eines Gebäudes, das Gustav Baumüller im Jahre 1852 am Friedrichsplatz für eine permanente Industrie- und Kunstausstellung errichten wollte. In diesem Bau sollte auch eine Börsenhalle eingerichtet werden, in der sich die Kaufleute und Fabrikanten des Umlandes wöchentlich treffen sollten, um die Geschäfte zu verhandeln.[13] Das Bauprojekt wurde nicht verwirklicht.
- Zu den umstrittenen Bauprojekten auf dem Friedrichsplatz zählte um 1854 ferner die Mariensäule, das „einzige religiöse Denkmal des 19. Jahrhunderts in Düsseldorf“.[14] Das Vorhaben wurde von der Stadtversammlung abgelehnt, obwohl der gesamte Klerus und die dort wohnende Bevölkerung katholischen Glaubens es unterstützte: „Der Verein, unterstützt von sämtlichen Pfarrern der Oberbürgermeisterei, bat die Stadtverordnetenversammlung die Säule auf dem Friedrichsplatz, dem heutigen Grabbeplatz, so recht in der Mitte der katholischen Bevölkerung des alten Stadtteils errichten zu dürfen. Er war sich gewiß, sein Antrag würde nicht abgelehnt. Sein Erstaunen und Entsetzen war jedoch groß, als die Stadtverordneten mehrheitlich dagegen stimmten.[15]“ Schließlich wurde diese im Jahre 1873[16][17] im Düsseldorfer Stadtteil Carlstadt auf dem Maxplatz errichtet.

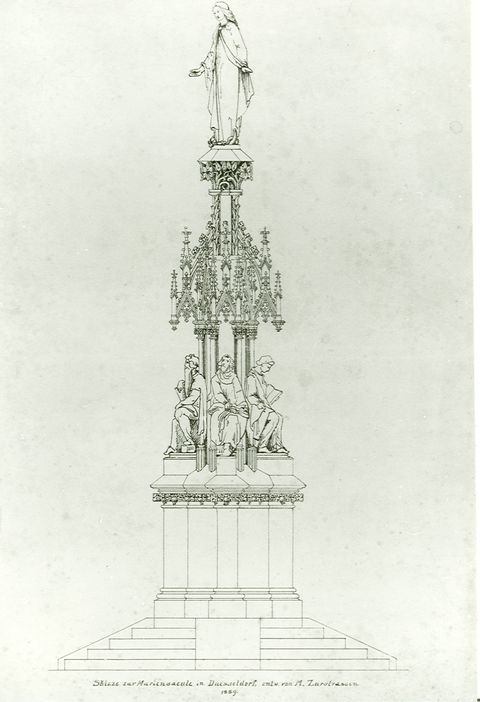
Geplante Mariensäule

- Im Jahre 1856 wollte man am Friedrichsplatz das Neue Stadttheater erbauen.[18] Das Bauprojekt wurde aber nicht verwirklicht.
- 1856 wurde die Alte Kunsthalle erbaut. Auch dieses Projekt war umstritten: „Dieser Plan [am Grabbeplatz die alte Kunsthalle zu erbauen] war ebenfalls umstritten: der Regierungspräsident wandte ein, der Neubau zerstöre die Schönheit des Stadtbildes am Friedrichsplatz und schränke den freien Blick auf das Regierungs- und Regierungspräsidialgebäude in der Mühlenstraße ein. Er war zu einem solchen Einwand berechtigt, da der Platz dem Fiskus gehörte.[19]“

### Grabbeplatz (seit 1936)
Seit 1936 wird der Platz nach dem Dichter genannt. Der Grabbeplatz zeigt neben der Kirche St. Andreas und dem Mausoleum des Hauses Pfalz-Neuburg das wilhelminische Amts- und Landgericht, die Kunsthalle und die Kunstsammlung K20. Diese befindet sich am Grabbeplatz 5 und wurde nach Entwürfen des Kopenhagener Architekturbüro Dissing+Weitling erbaut und 1986 eröffnet.

„So bietet der Grabbeplatz mit der barocken, 1622–28 entstandenen Andreaskirche und dem Mausoleum, dem wilhelminischen Amts- und Landgericht, der einen Bautypus der 1960er Jahre repräsentierenden städtischen Kunsthalle und der eleganten, postmodernen Kunstsammlung K20 des Landes eine Stilmischung von Bauwerken aus über 350 Jahren.“

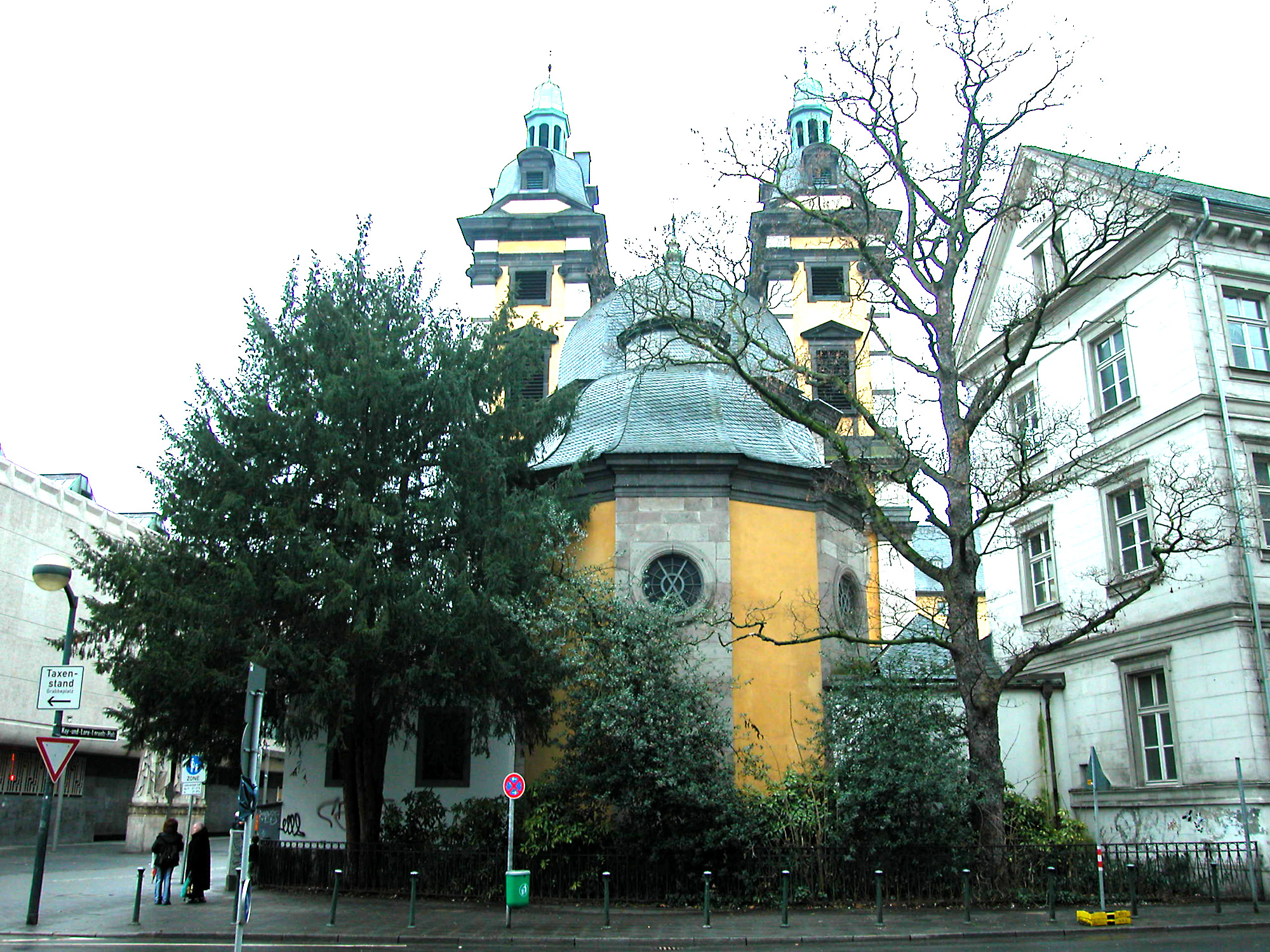
St. Andreas mit Mausoleum des Hauses Pfalz-Neuburg
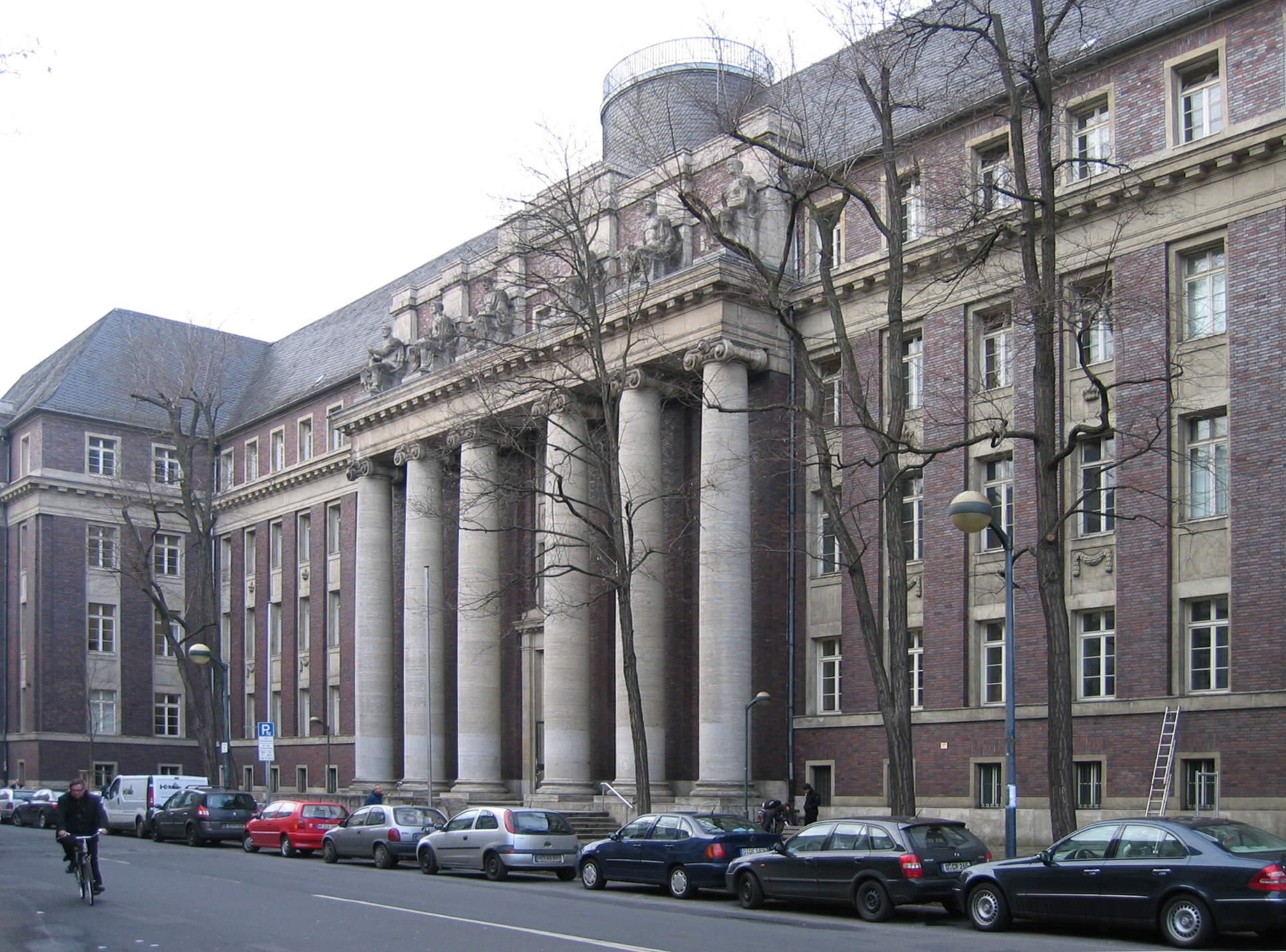
Ehemaliges Gerichtsgebäude, Portikus
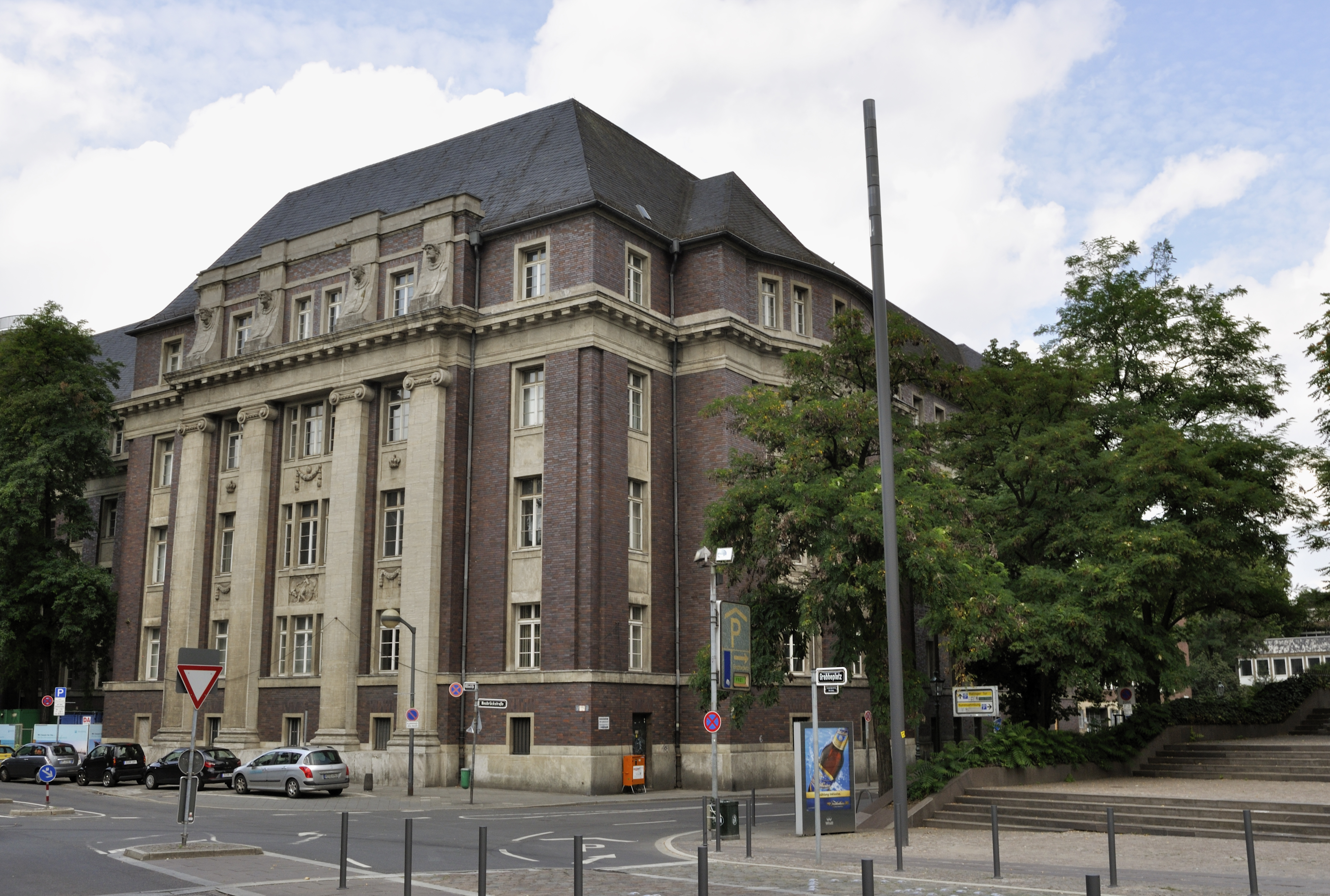
Ehemaliges Gerichtsgebäude, Seitenrisalit
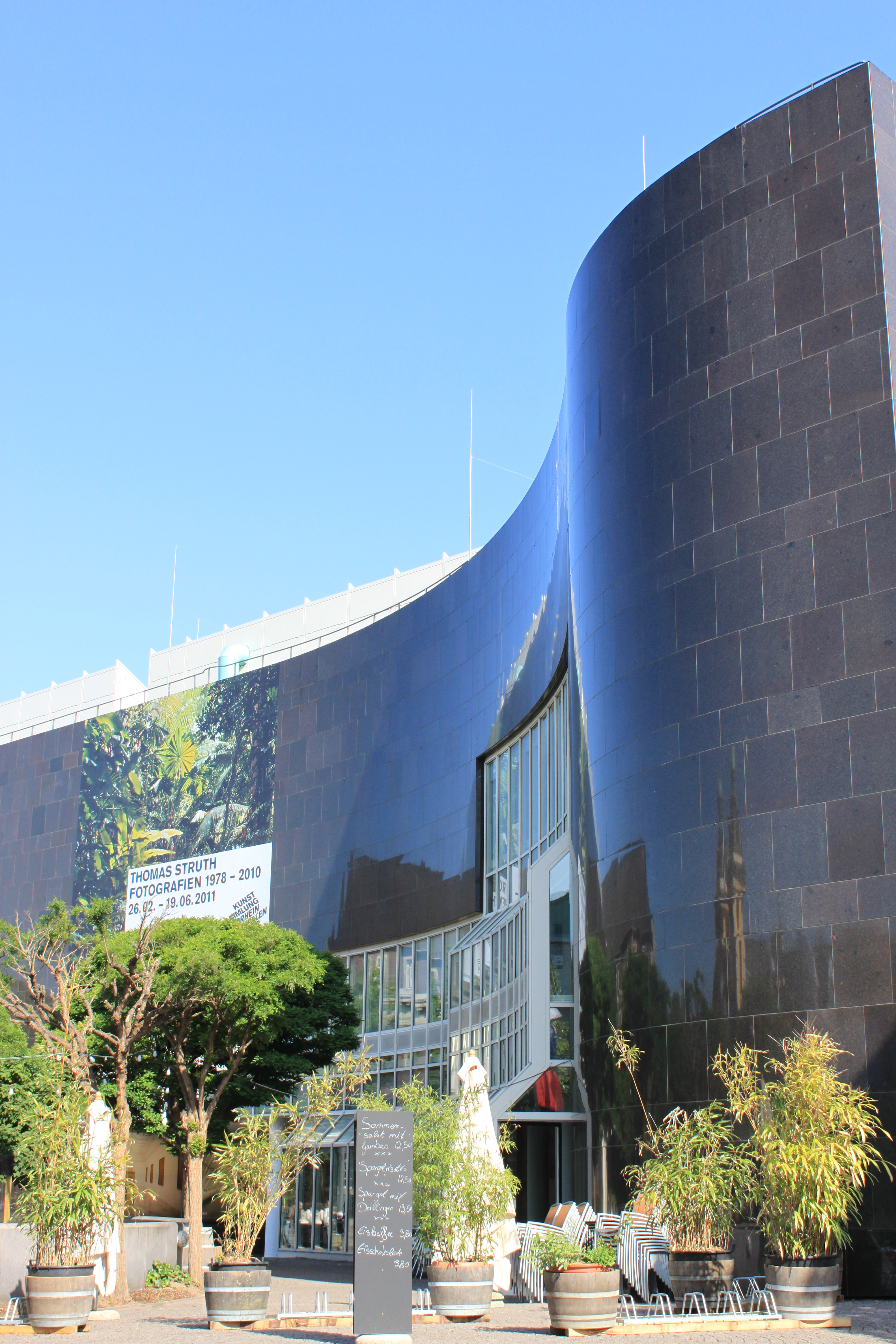
K20
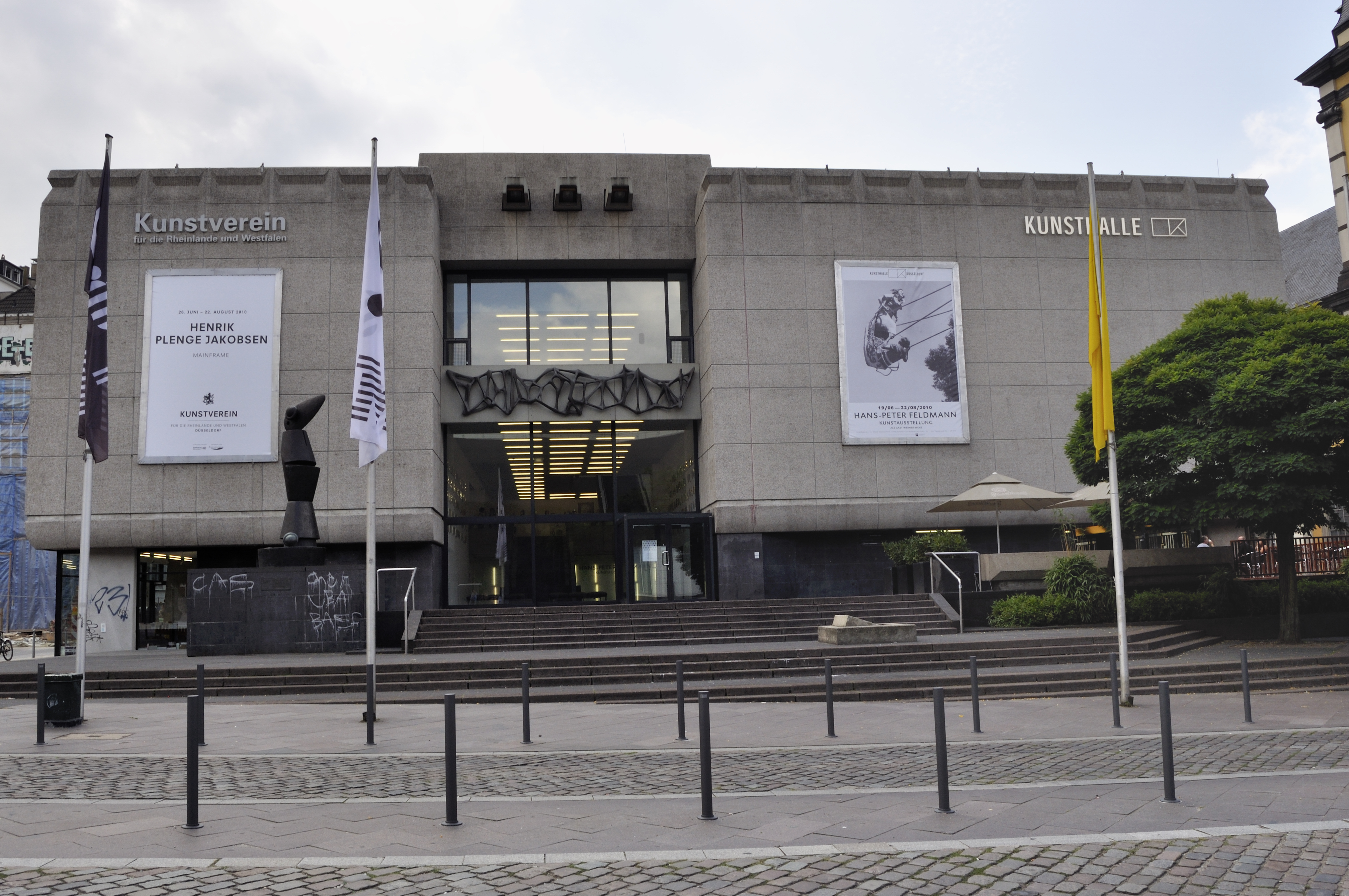
Kunsthalle Düsseldorf
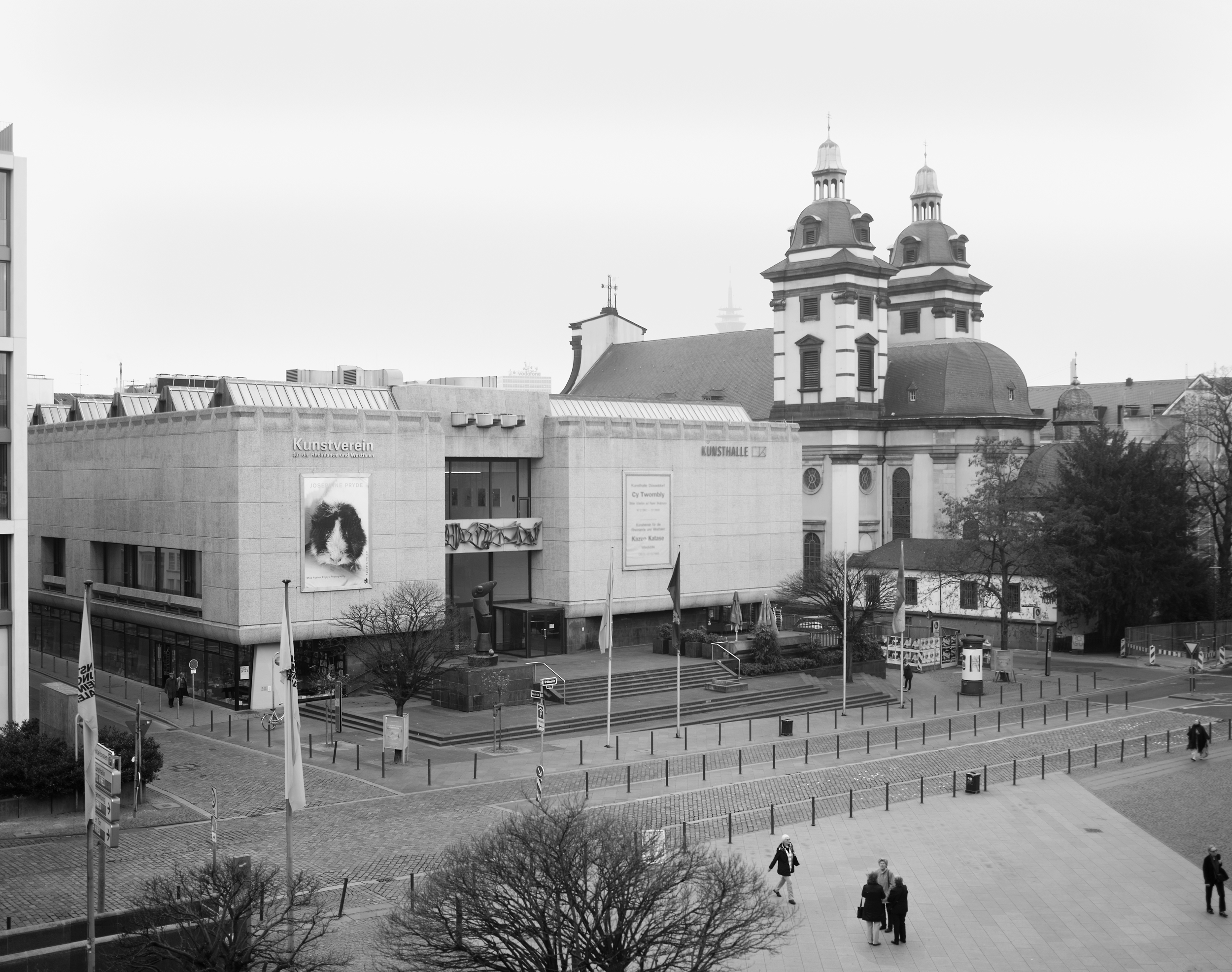
Blick auf Kunsthalle und St. Andreas an der Südseite des Grabbeplatzes
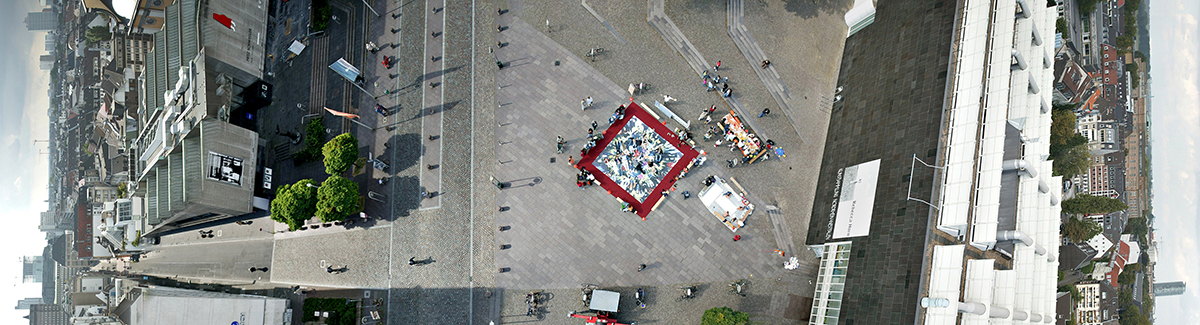
Fotoaktion von Ansgar Maria van Treeck zum Weltkindertag am 19. September 2004, der Grabbeplatz aus Vogelperspektive
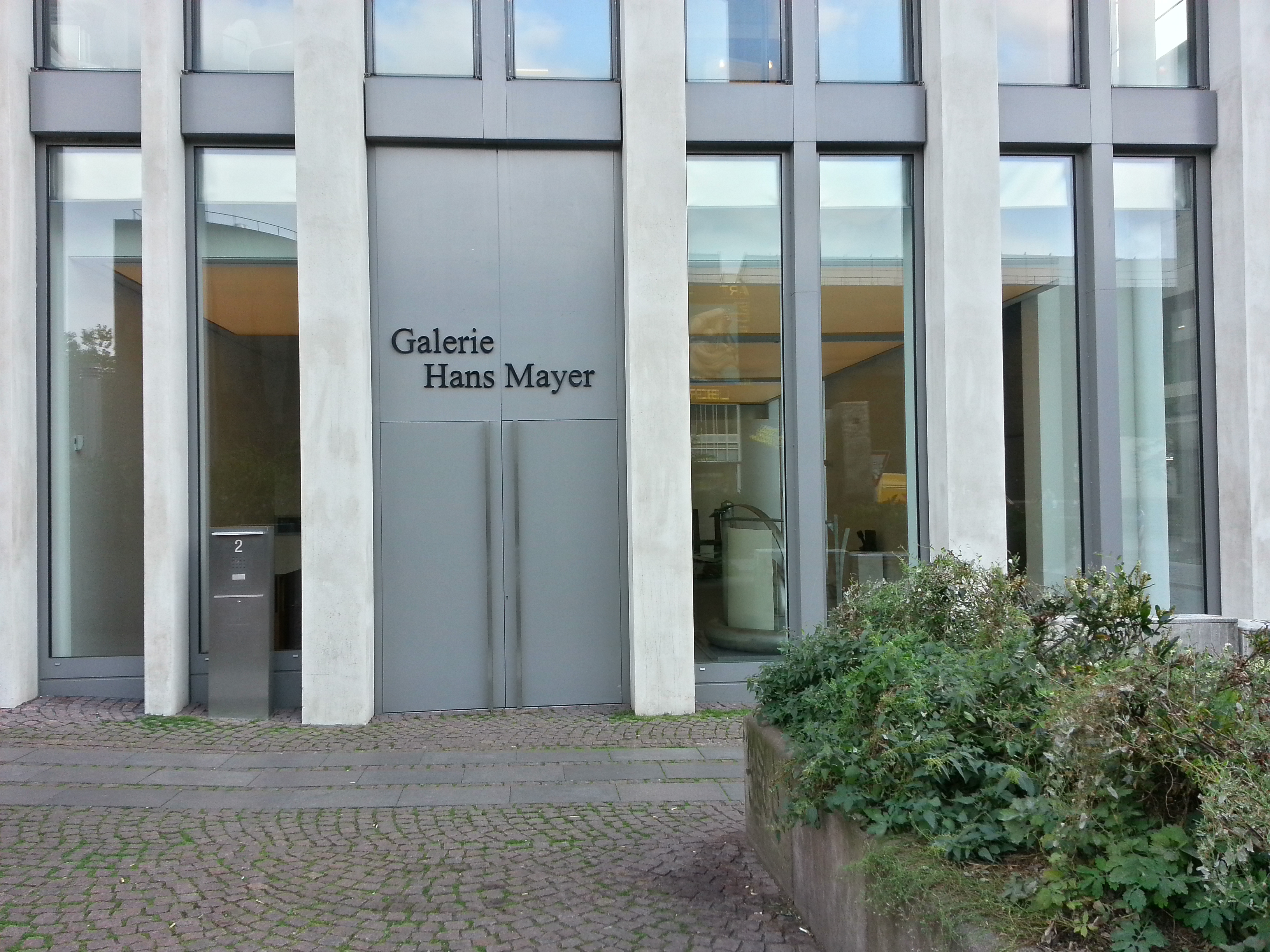
Galerie Hans Mayer